# Lanceochaetus camerunicus
Lanceochaetus camerunicus är en kräftdjursart som beskrevs av Helmut Schmalfuss och Franco Ferrara 1978. Lanceochaetus camerunicus ingår i släktet Lanceochaetus och familjen myrbogråsuggor. Inga underarter finns listade i Catalogue of Life.